# Dodis
Dodis ist eine Internet-Datenbank der Forschungsstelle «Diplomatische Dokumente der Schweiz».

## Beschreibung der Datenbank

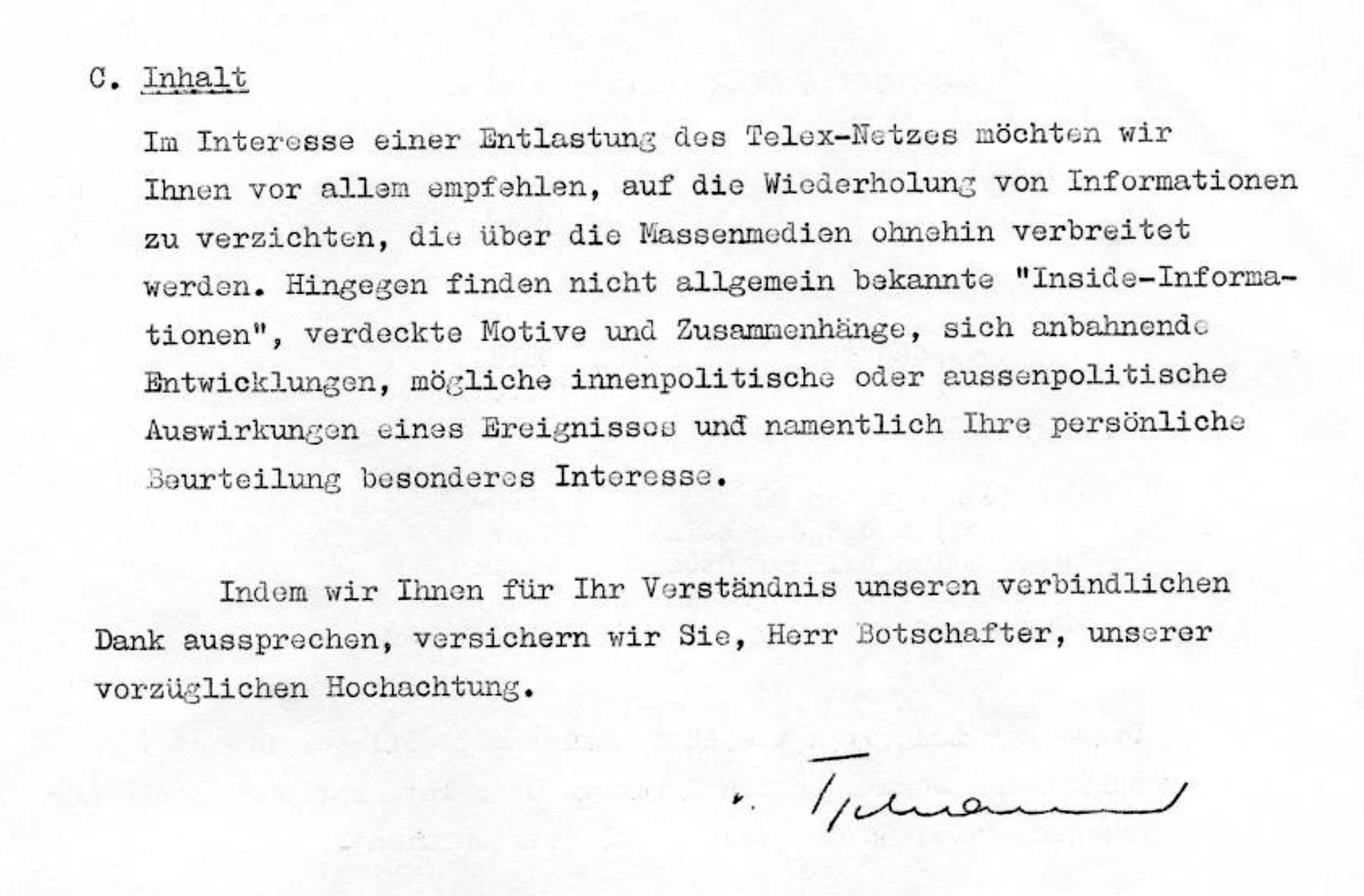
Beispiel eines Scans in Dodis

Dodis ermöglicht – in Ergänzung zur Aktenedition – den Zugang zu digitalisierten Dokumenten. Die Datenbank enthält tausende digitalisierte Dokumente zu den internationalen Beziehungen der Schweiz, hauptsächlich aus dem Schweizerischen Bundesarchiv. Dazu kommen Metadaten zu Personen und Organisationen der internationalen und Schweizer Geschichte, zu geografischen Orten und thematischen Schlagwörtern. Sie liefert auch Informationen zu in- und ausländischen Personen und Organisationen, die aussenpolitisch aktiv waren.
Die relationale Datenbank funktioniert komplementär zur Aktenedition «Diplomatische Dokumente der Schweiz» und soll einzelne Aspekte der internationalen Beziehungen genauer und ausführlicher erläutern. Die Dokumente auf Dodis verfügen im Gegensatz zur Aktenedition in gedruckter Form über keine Anmerkungen, sind jedoch nach wissenschaftlichen Kriterien verschlagwortet und indexiert. Dodis zeigt die Dokumente als Scan im Portable Document Format (PDF). Permalinks zu den Dokumenten beginnen mit http://dodis.ch/ gefolgt von der Dokumentnummer (z. B. dodis.ch/36251), bei Themendossiers von einem T und einer Nummer (siehe Thematisches Verzeichnis), Personendossiers gekennzeichnet mit einem P (Bsp. dodis.ch/P11899), geografische Dossiers mit einem G (Bsp. dodis.ch/G83) und Dossiers von Körperschaften mit einem R (Bsp. dodis.ch/R9676).